# The Donna Summer Anthology
A The Donna Summer Anthology Donna Summer amerikai énekesnő 1993-ban megjelent 2 CD-s válogatása. Ez volt Summer első olyan válogatása, amely széles körű áttekintést adott pályafutásáról, melynek során több lemezcégnél is megfordult. A dupla CD része egy fotókkal illusztrált borítófüzet, amely ismerteti az énekesnő pályájának legfontosabb állomásait.

## Háttér-információk
Donna Summer az 1970-es évek második felének egyik legsikeresebb énekesnője volt, a diszkó műfaj egyik legnagyobb sztárja. 1975 és 1979 között a Casablanca Records adta ki a lemezeit, ám a cég illetékesei oly mértékben beleszóltak Summer karrierjébe, ami előbb depressziót okozott a sztárnál, majd szerződésbontáshoz vezetett. Az 1980-as években Donna szakított a diszkóval, és új zenei stílusokkal próbálkozott. Új cége, a Geffen Records azonban több lemezét nem adta ki, ami végül 1987-ben az együttműködés megszakadását eredményezte. 1987 és 1993 között Summer az Another Place and Time című diszkóalbummal aratta legnagyobb sikerét.
A The Donna Summer Anthology azért emelkedik ki Donna számos válogatása közül, mert ez volt az első, amelyre különböző lemezcégek tulajdonában lévő dalaiból válogattak, és így teljes addigi pályafutása keresztmetszetét tudták adni. Kivételt csupán legelső lemeze, az 1974-ben, Hollandiában megjelent Lady of the Night jelentett, amelyet az Egyesült Államokban nem adtak ki, így annak dalaiból nem válogattak e dupla CD számára. A válogatás első CD-je az 1975 és 1979 közötti évek, Donna diszkókorszakának legnépszerűbb slágereit tartalmazza. Az első négy felvétel azonban nem az eredeti albumverziókban, hanem kislemezekről kerültek az összeállításba. A Could It Be Magic tartalmazza azt az intrót is, amely az eredeti albumon Prelude to Love címmel még külön tétel volt. A Once Upon a Time dupla albumról származó 3 dal – Once Upon a Time, Rumour Has It, I Love You – folyamatos egészet alkot annak ellenére, hogy az eredeti LP-n nem egymás után következtek. A MacArthur Park ritkaságnak számító promóciós kislemezről került az albumra, ahol ezúttal külön tétel a Heaven Knows, amely eredetileg a MacArthur Park Suite része. A Hot Stuff és a Bad Girls a diszkók számára készült maxiváltozatokban hallhatók. Ezek a változatok szerepeltek a The Dance Collection: A Compilation of Twelve Inch Singles (1987) eredeti LP verzióján is, ám a CD-változatról a Bad Girls lemaradt, így a két összefüggő sláger maxijai CD-n csak a The Donna Summer Anthologyn hallhatók.
A második CD tulajdonképpen kakukktojásokkal kezdődik, hiszen a No More Tears (Enough Is Enough) és az On the Radio még a diszkókorszak sikerszámai 1979-ből. Utóbbi dal – ami eredetileg Adrian Lyne Rókák című 1980-as filmjéhez készült – a hosszabbik változatában hallható a válogatáson. A kuriózum ezen a CD-n az akkor még kiadatlan – 1996-ban jelent meg végül – I’m a Rainbow című 1981-es dupla album két dala: a címadó felvétel, melynek szerzője Bruce Sudano, Summer férje, és a Don’t Cry for Me Argentina, amely eredetileg Andrew Lloyd Webber és Tim Rice világhírű musicalje, az Evita nagy slágere. Donna éneke – más interpretációkkal ellentétben – inkább azt a határozottságot és erőt próbálta érzékeltetni, ami Evita Perónt a 20. század leghíresebb (és legvitatottabb) személyiségei közé emelte. A CD utolsó felvétele, a Carry On egy duett Giorgio Moroderrel, aki kulcsszerepet játszott Summer karrierjében, és akivel 12 éve dolgozott utoljára. A dal 4 évvel később remix formájában lett nagy sláger, Donna pedig megkapta érte pályafutása ötödik Grammy-díját: ő volt a dance elnevezésű új kategória első díjazottja.

## A dalok

### CD 1
1. Love to Love You Baby (Single Version) (Moroder – Bellotte – Summer) – 3:21
2. Could It Be Magic (Single Version) (Manilow – Anderson) – 3:54
3. Try Me I Know We Can Make It (Single Version) (Moroder – Bellotte – Summer) – 4:46
4. Spring Affair (Single Version) (Moroder – Bellotte – Summer) – 4:02
5. Love’s Unkind (Moroder – Bellotte – Summer) – 4:26
6. I Feel Love (Moroder – Bellotte – Summer) – 5:51
7. Once Upon a Time (Moroder – Bellotte – Summer) – 4:00
8. Rumour Has It (Moroder – Bellotte – Summer) – 4:54
9. I Love You (Moroder – Bellotte – Summer) – 4:41
10. Last Dance (Paul Jabara) – 4:57
11. MacArthur Park (Promotional Single Version) (Jimmy Webb) – 6:25
12. Heaven Knows (Single Version) (Moroder – Bellotte – Summer – Mathieson) – 3:52
13. Hot Stuff (12" Version) (Faltermeyer – Forsey – Bellotte) – 6:46
14. Bad Girls (12" Version) (Sudano – Summer – Hokenson – Esposito) – 4:56
15. Dim All the Lights (Donna Summer) – 4:23
16. Sunset People (Faltermeyer – Forsey – Bellotte) – 6:24

### CD 2
1. No More Tears (Enough Is Enough) (Jabara – Roberts) – 4:41 (duett Barbra Streisanddel)
2. On the Radio (Long Version) (Moroder – Summer) – 5:50
3. The Wanderer (Moroder – Summer) – 3:45
4. Cold Love (Faltermeyer – Forsey – Bellotte) – 3:38
5. I’m a Rainbow (Remix) (Bruce Sudano) – 4:04
6. Don’t Cry for Me Argentina (Remix) (Lloyd Webber – Rice) – 4:20
7. Love Is in Control (Finger on the Trigger) (Ross – Jones – Temperton) – 4:19
8. State of Independence (Anderson – Vangelis) – 5:49
9. She Works Hard for the Money (Omartian – Summer) – 5:18
10. Unconditional Love (Omartian – Summer) – 4:41
11. There Goes My Baby (Nelson – Treadwell – Patterson) – 4:06
12. Supernatural Love (Sudano – Summer – Omartian) – 3:34
13. All Systems Go (Summer – Faltermeyer) – 4:10
14. This Time I Know It’s for Real (Stock – Aitken – Waterman – Summer) – 3:36
15. I Don’t Wanna Get Hurt (Stock – Aitken – Waterman) – 3:26
16. When Love Cries (A. Smith – Summer – Nelson – Diamond – Henley) – 5:14
17. Friends Unknown (A. Smith – Summer – Diamond – V. Smith) – 3:44
18. Carry On (Moroder – Waters) – 3:41

## Különböző kiadások
- 1993 PolyGram (314 518 144-2, Kanada)

## Külső hivatkozások
- Dalszöveg: On the Radio
- Dalszöveg: I’m a Rainbow
- Dalszöveg: Don’t Cry for Me Argentina
- Dalszöveg: There Goes My Baby
- Dalszöveg: Supernatural Love
- Dalszöveg: All Systems Go
- Dalszöveg: When Love Cries
- Dalszöveg: Friends Unknown
- Dalszöveg: Carry On[halott link]
- Videó: On the Radio
- Videó: There Goes My Baby
- Videó: Supernatural Love
- Videó: All Systems Go